# 张辉瓒墓
张辉瓒墓位于中国湖南省长沙市岳麓山麓山寺北侧，是中华民国陆军中将张辉瓒的墓葬。

## 历史沿革
1930年，张辉瓒在第一次江西剿共战争的龙冈战役中被俘，于次年被公审斩首，随后其头颅被装入竹笼扔入赣江。其头后于吉安神岗山被打捞，时任江西省主席鲁涤平为其安上楠木假身后运回长沙。民国政府下令按陆军上将规格公葬，蒋中正亲题碑文“魂兮归来”。
1932年，张辉瓒正式安葬于麓山寺北侧。时任湖南省主席何键主持修建了规模宏大的张辉瓒墓，包括：墓门、墓道、墓园、墓庐、墓亭。1938年，韩国国父金九遇刺后曾于张辉瓒墓庐疗养，后辟为纪念馆。
1967年，红卫兵将其墓毁坏。2008年，小范围整修其主墓区，恢复墓塔，墓表、墓栏、墓阶未复原。2014年，张辉瓒墓（含张辉瓒墓庐、仰云亭）被列为第六批长沙市文物保护单位。

## 墓联

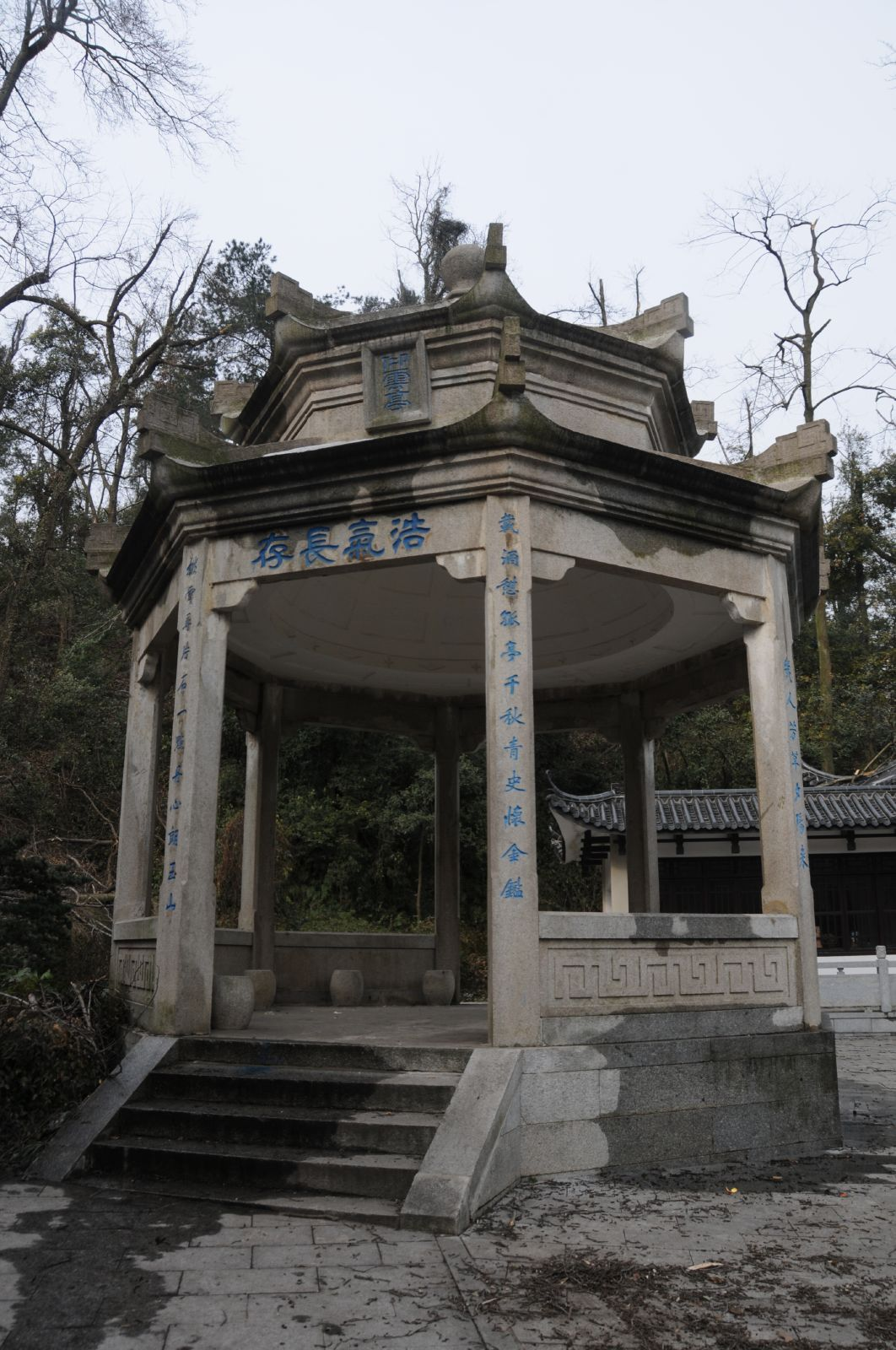
墓亭——仰云亭

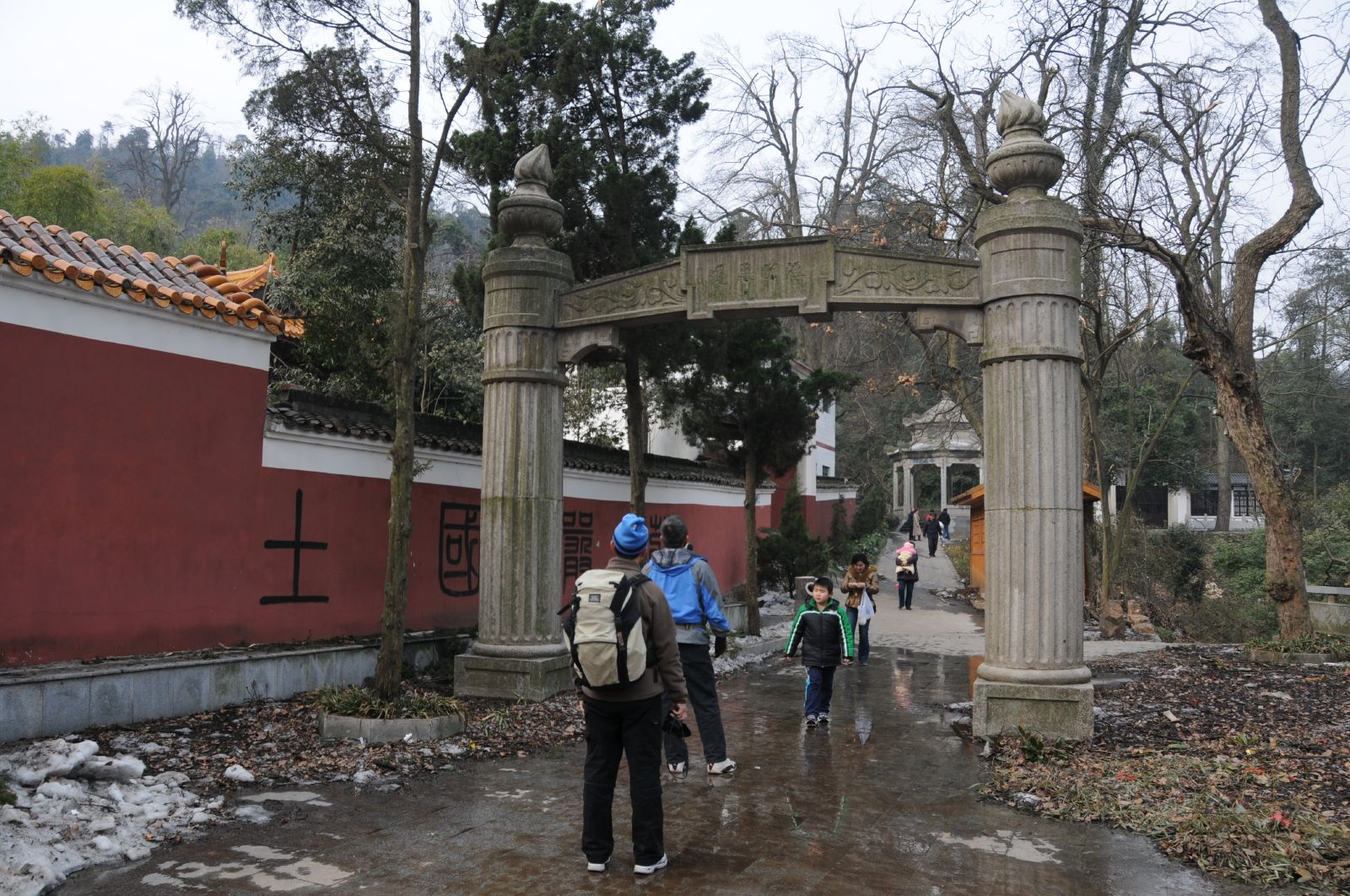
墓坊

- 墓亭联

载酒憩孤亭，千秋青史怀金鉴；

拨云寻片石，一点丹心朗玉山。

埋剑尚吟虹，大地衡庐开胜境；

望陵齐下马，及门风义感平生。

半壁东南存浩气；

故山猿鹤咽归魂。

何处临江高阁近；

几人芳草夕阳来。

- 墓庐联

溅血涌龙冈，戴白日青天，式昭忠烈；

招魂歌楚地，揽江声麓色，来荐馨香。

- 华表联

白鹤归华表；

丹心照汉青。